# Gary Doer
Gary Albert Doer, OM (Winnipeg, 31 de março de 1948) é um diplomata e político canadiano.
Foi de 19 de outubro de 2009 a 3 de março de 2016 o embaixador do Canadá nos Estados Unidos. Antes fora o vigésimo Primeiro-ministro de Manitoba (entre 1999 e 2009), liderando o governo do Novo Partido Democrático de Manitoba.

## Biografia
Gary Doer nasceu no seio de uma família de classe média de Winnipeg, Manitoba. É de ascendência alemã e galesa. Estudou na St. Paul's High School (em Winnipeg) e depois cursou ciências políticas e sociologia na Universidade de Manitoba durante um ano, deixando os estudos para trabalhar como oficial no Centro de Detenções de Vaughan Street.